# Молодіжна збірна Еквадору з футболу
Молодіжна збірна Еквадору з футболу (ісп. Selección de fútbol sub-20 de Ecuador) представляє Еквадор на молодіжних змаганнях з футболу. На відміну від європейських збірних, максимальний вік гравців в цій команді не повинен перевищувати 20 років.

## Виступи намолодіжному ЧС
- 1977 — 1999 — Не кваліфікувались
- 2001 — 1/8 фіналу
- 2003 — 2009 — Не кваліфікувались
- 2011 — 1/8 фіналу
- 2013 — 2015 — Не кваліфікувались
- 2017 — Груповий етап
- 2019 —  3-є місце
- 2023 — 1/8 фіналу
- 2025 — Не кваліфікувались

## Виступи намолодіжному чемпіонаті Південної Америки
- 1954 — Перший раунд
- 1958—1964 — Не брали участі
- 1967 — Перший раунд
- 1971 — Не брали участі
- 1974 — Перший раунд
- 1975—1977 — Не брали участі
- 1979—1991 — Перший раунд
- 1992—1995 — 4 місце
- 1997—1999 — Перший раунд
- 2001 — 5 місце
- 2003 — 6 місце
- 2005—2009 — Перший раунд
- 2011 — 4 місце
- 2013 — 6 місце
- 2015 — 7 місце
- 2017 — 2 місце
- 2019 —  Чемпіон
- 2023 — 4 місце
- 2025 — Перший раунд

## Панамериканські ігри
- 1951 — 1991 — Не брали участі
- 1995 — Перший раунд
- 1999 — 2003 — Не брали участі
- 2007 — Чемпіон
- 2011 — 7 місце
- 2015 — Не брали участі
- 2019 — 8 місце
- 2023 — Не кваліфікувались